# 圣洛朗迪唐斯芒
圣洛朗迪唐斯芒（法語：Saint-Laurent-du-Tencement，法語發音：[sɛ̃ loʁɑ̃ dy tɑ̃smɑ̃]）是法国厄尔省的一个市镇，属于贝尔奈区。

## 地理
圣洛朗迪唐斯芒（48°53'4"N, 0°27'18"E）面积2.76 平方千米，位于法国诺曼底大区厄尔省，该省份为法国北部内陆省份，北起滨海塞纳省，西接奧恩省和卡爾瓦多斯省，南至厄尔-卢瓦省，东临瓦兹省、瓦兹河谷省和伊夫林省。
与圣洛朗迪唐斯芒接壤的市镇（或旧市镇、城区）包括：圣但尼多日龙、乌什堡。

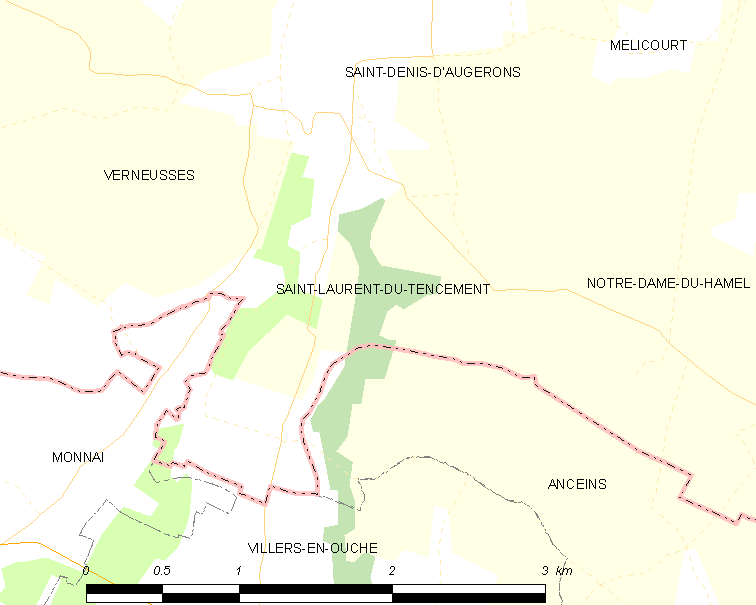
圣洛朗迪唐斯芒的OSM定位图

圣洛朗迪唐斯芒的时区为UTC+01:00、UTC+02:00（夏令时）。

## 行政
圣洛朗迪唐斯芒的邮政编码为27390，INSEE市镇编码为27556。

## 政治
圣洛朗迪唐斯芒所属的省级选区为布勒特伊县。

## 人口

1962-2008年间圣洛朗迪唐斯芒人口变化图示

圣洛朗迪唐斯芒于2022年1月1日时的人口数量为66人。